# Двадцать карбованцев
Двадцать карбованцев  (укр. Двадцять карбованців, нем. Zwanzig karbowanez) — номинал денежных купюр, выпускавшихся Рейхскомиссариатом Украина в 1943—1944 годах;

## Описание
На немецком языке, в центре на фоне номинала цифрой «20» номинал прописью большими буквами: ZWANZIG KARBOWANEZ (ДВАДЦАТЬ КАРБОВАНЦЕВ). Под ним текст: Ausgegeben auf Grund der Verordnung vom 5. März 1942 / ROWNO, den 10. März 1942. ZENTRALNOTENBANK UKRAINE (Выпуск на основании распоряжения от 5 марта 1942 г. Ровно, 10 марта 1942 г. Центральный эмиссионный банк Украины). В самом низу — подпись управляющего банком, справа от подписи штамп в виде герба Германской империи (орёл с распростертыми крыльями держит венок из дубовых ветвей со свастикой), снизу по часовой стрелке надпись по кругу: ZENTRALNOTENBANK UKRAINE. По четырём углам банкноты номинал цифрой, слева вертикальная надпись большими буквами снизу вверх: ZWANZIG (ДВАДЦАТЬ), отделённая рамкой от основного поля банкноты. Справа в продолговатой фигурной мандале — портрет рабочего в шляпе с круглыми полями, держащего молот на правом плече, под ним обозначение серии, отделённое точкой от шестизначного номера; все цифры и точка — красного цвета. Цвета фона — коричневый и серый, цвет печати — чёрно-фиолетовый.
В центре в округлой фигурной мандале номинал большой цифрой. Вверху в две строки надпись на немецком языке: ZENTRALNOTENBANK UKRAINE / ZWANZIG KARBOWANEZ, снизу под цифрой та же надпись на украинском языке: ДВАДЦЯТЬ КАРБОВАНЦІВ / ЦЕНТРАЛЬНИЙ ЕМІСІЙНИЙ БАНК УКРАЇНА. Слева от центрального номинала — предостерегающая надпись в три строки: GELOFÄLSCHUNG WIRD MIT ZUCHTHAUS BESTRAFT, справа от номинала та же надпись на украинском языке: ФАЛЬШУВАННЯ ГРОШЕВИХ ЗНАКІВ КАРАЄТЬСЯ ТЯЖКОЮ ТЮРМОЮ (ИЗГОТОВЛЕНИЕ ФАЛЬШИВЫХ ДЕНЕЖНЫХ ЗНАКОВ КАРАЕТСЯ ТЮРЕМНЫМ ЗАКЛЮЧЕНИЕМ). По четырём углам банкноты номинал цифрой. Цвета фона — коричневый и серый, цвет печати — чёрно-фиолетовый.
Банкнота находилась в обращении с 1 июля 1942 года вплоть до октября 1944 года в освобождаемых западных областях Украины.